# Karl Ott (Pädagoge)
Karl Vincenz Ott (* 3. Januar 1873 in Mainwangen; † 5. November 1952 in Karlsruhe) war ein deutscher Pädagoge und Politiker.

## Leben
Karl Ott wurde als Sohn des Hauptlehrers Joseph Egon Ott (1830–1890) und dessen Frau Lequendia Ott, geborene Glöckler (1845–1929), geboren. Seine Schwester Anna (1874–1953) wurde anderthalb Jahre nach Karl geboren.
Nach dem Besuch des Gymnasiums und Abitur in Konstanz studierte er Geschichte, Germanistik, Französisch und Englisch an den Universitäten in Heidelberg und Leipzig. Er promovierte zum Doktor der Philosophie und durchlief gleichzeitig Studiengänge an der Universität Oxford und an der Sorbonne.

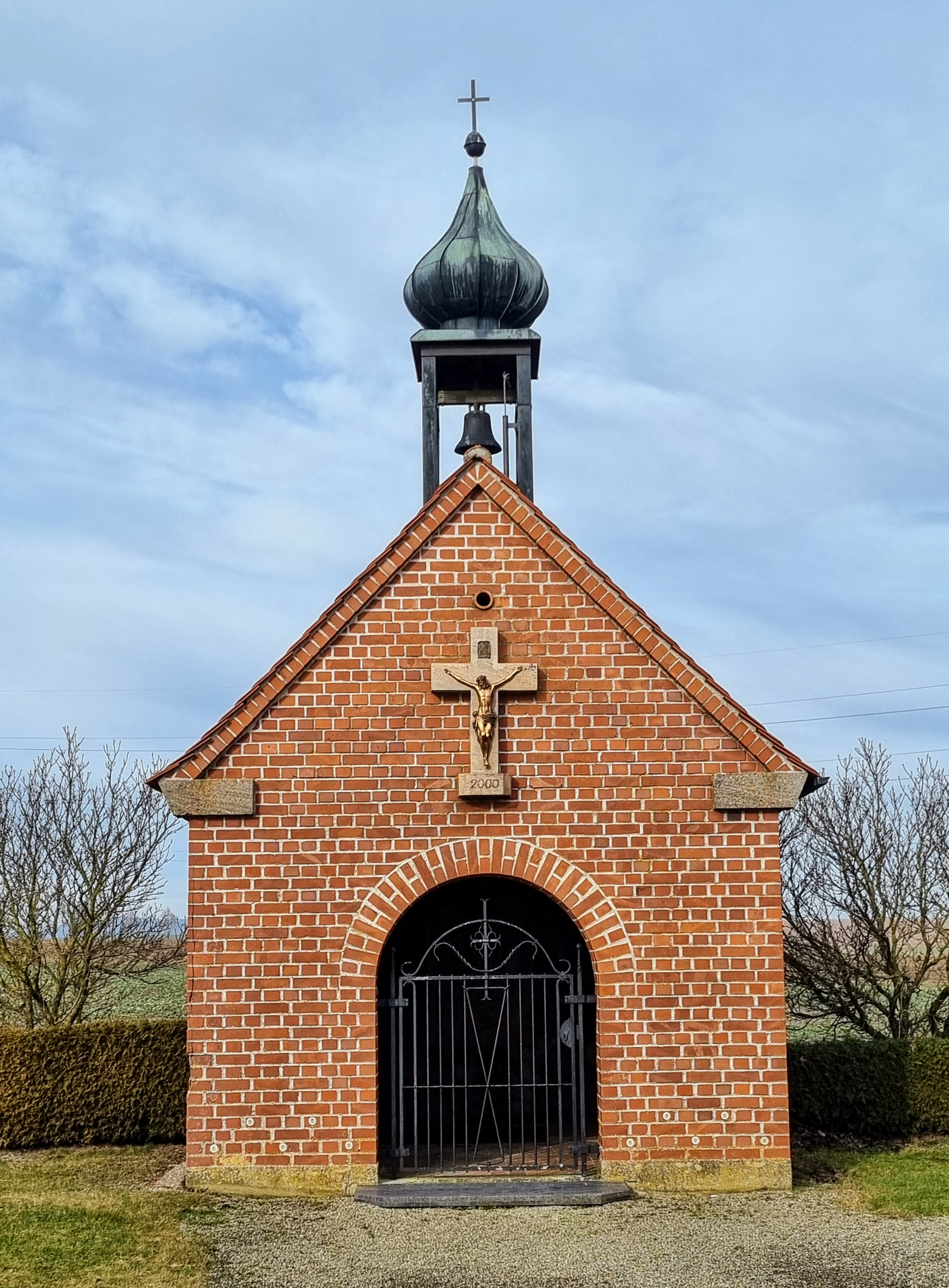
Kapelle auf dem Mainwanger Friedhof, Grablage der Familie Ott.

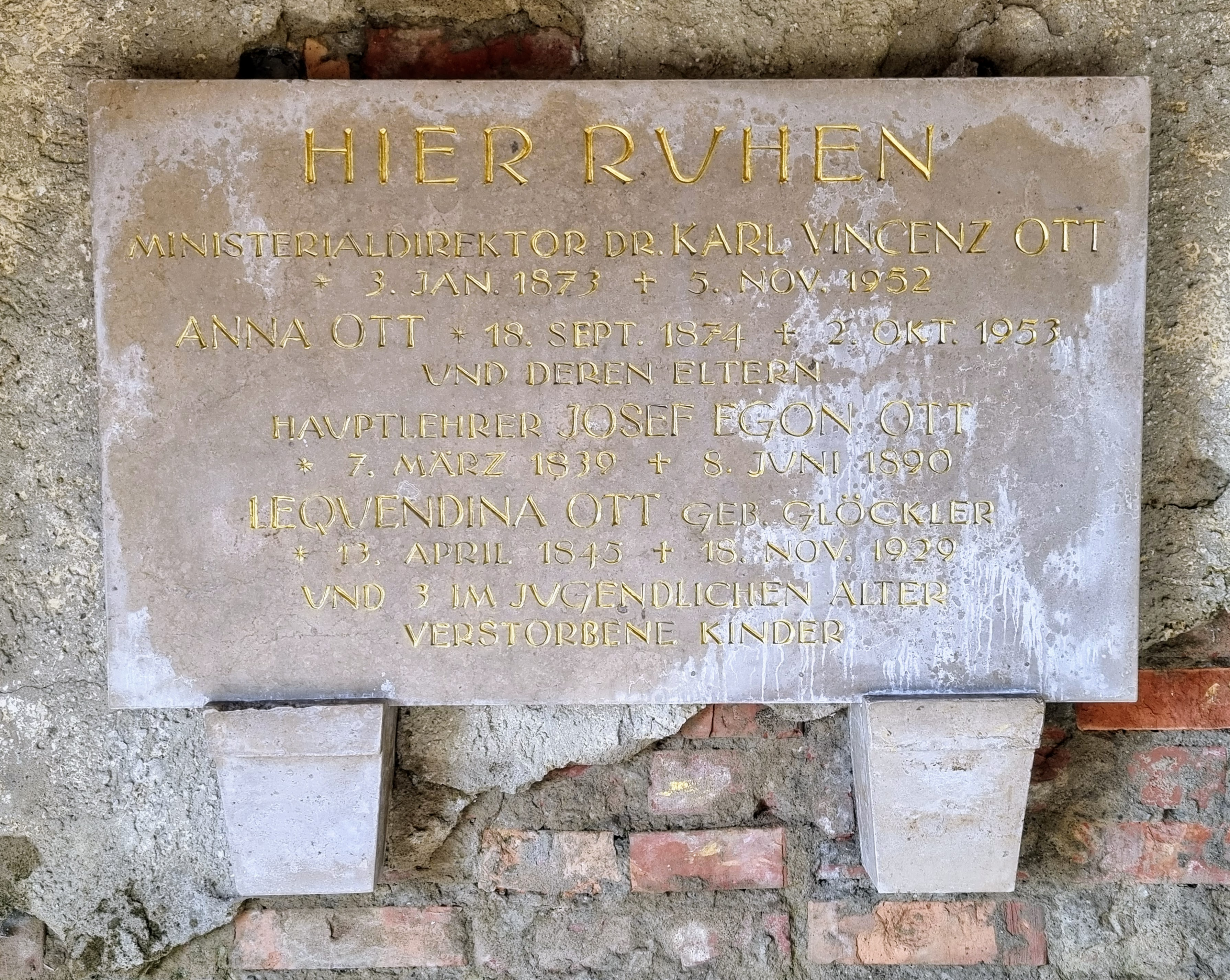
Grabtafel der Familie Ott.

1896 war Ott bei einer englischen Adelsfamilie als Hauslehrer tätigt.
Nach seiner Rückkehr nach Deutschland und einer kurzen Praktikantenzeit in Kehl erhielt Ott seine erste Lehrstelle am Mädchengymnasium in Karlsruhe. Ab 1911 war er Leiter der Realschule in Schopfheim, wurde 1913 Leiter der Humboldtschule in Karlsruhe und übernahm 1919 als Direktor die Leitung des dortigen Goethe-Gymnasiums. 1927 wurde Ott Honorarprofessor an der TH Karlsruhe, ab 1928 war er außerdem Leiter des neu gegründeten Pädagogischen Seminars Karlsruhe. Nach der Machtübernahme der Nationalsozialisten wurde Ott 1934 aus dem Schuldienst entlassen und frühzeitig pensioniert.
Nach dem Zweiten Weltkrieg beteiligte sich Ott am Wiederaufbau einer demokratischen Verwaltung in Baden. 1945/46 war er Staatsadministrator für Unterricht und Kultus im Direktorium des Landes Baden. Nach seiner Ernennung zum Ministerialdirektor 1947 fungierte er als Berater der Schule Schloss Salem und schied später aus dem Staatsdienst aus; Leo Wohleb wurde sein Nachfolger als Staatssekretär für Kultus und Unterricht.
Seinen Ruhestand verbrachte Ott, der nie verheiratet war, in Karlsruhe. Dort lebte er mit seiner Schwester Anna, die für die Haushaltsführung zuständig war, zusammen.
Karl Ott, ein begeisterter Skifahrer, erlag am 5. November 1952 einem Schlaganfall und wurde zunächst in Karlsruhe beigesetzt. Heute befindet sich sein Grab auf dem Mainwanger Friedhof. Dort ist er, zusammen mit seiner Schwester, die ihren Bruder nur knapp ein Jahr überlebte, in einem Familiengrab mit kleiner Kapelle bestattet. Die Inschrift der Grabtafel lautet:

„HIER RUHEN
MINISTERIALDIREKTOR DR. KARL VINCENZ OTT
* 3. JAN. 1873  † 5. NOV. 1952
ANNA OTT  * 18. SEPT. 1874  † 2. OKT. 1953
UND DEREN ELTERN
HAUPTLEHRER JOSEF EGON OTT
* 7. MÄRZ 1830  † 8. JUNI 1890
LEQUENDIA OTT GEB. GLÖCKLER
* 13. APRIL 1845  † 18. NOV. 1929
 UND 3 IM JUGENDLICHEN ALTER
VERSTORBENE KINDER“

## Ehrungen
- 1927: Honorarprofessor der Technischen Hochschule Karlsruhe
- 1951: Großes Bundesverdienstkreuz für sein Engagement und seine Leistungen auf dem Gebiet der Pädagogik
- Seine Schwester Anna errichtete zum Gedenken an ihren Bruder und Vater die Karl-Ott-Stiftung. Aus den Erträgen sollten jährlich Buchpreise an Schüler der Volksschule Mainwangen und des Karlsruher Goethe-Gymnasiums, die sich durch gute Leistungen und besonderes soziales Verhalten auszeichneten, übergeben werden.
- In Mainwangen ist Ott zu Ehren die Durchgangsstraße von Mühlingen nach Holzach als „Doktor-Karl-Ott-Straße“ benannt.